# Уразова
Ура́зова либо Уразовая (устар. Уразовка, Ура́ева) — река на Украине (Луганская область) и в России (Белгородская область). Устье реки находится в 192 км по левому берегу реки Оскол. Длина реки составляет 45 км, площадь водосборного бассейна 855 км².
По берегу реки Уразовой обнаружен ряд кремнёвых мастерских первобытного человека: Демино-Александровка I, XII, Герасимовка.
Система водного объекта: Оскол → Северский Донец → Дон → Азовское море.

## Данные водного реестра
По данным государственного водного реестра России относится к Донскому бассейновому округу, водохозяйственный участок реки — Оскол ниже Старооскольского гидроузла до границы РФ с Украиной, речной подбассейн реки — Северский Донец (российская часть бассейна). Речной бассейн реки — Дон (российская часть бассейна).
Код объекта в государственном водном реестре — 05010400312107000012094.

### Притоки (км от устья)
- 25 км: река Демина (правый)